# Sway & King Tech
Sway & King Tech, est un groupe de hip-hop américain, originaire de San Francisco, en Californie.

## Biographie
Les deux rappeurs sont connus pour animer l'émission de télévision de MTV The Wake Up Show. Barack Obama apparaît en tant qu'invité dans l'émission diffusée le 2 novembre 2008. Sous le initial de Flynamic Force, ils publient leur LP Concrete Jungle,. Le premier single du groupe, The Anthem, sur lequel participent RZA, Eminem, Tech N9ne, Xzibit, Pharoahe Monch, Jayo Felony, Chino XL, KRS-One et Kool G. Rap, devient un tube. Le 15 juin 1999, ils publient leur deuxième album, This or That en juin 1999 au label Interscope Records. L'album atteint la 107e place du Billboard 200.

## Discographie
- 1990 : Concrete Jungle
- 1999 : This or That
- 2005 : Back 2 Basics